# Bisdom Januária
Het bisdom Januária (Latijn: Dioecesis Ianuariensis) is een rooms-katholiek bisdom met als zetel Januária, in Brazilië. Het bisdom is suffragaan aan het aartsbisdom Montes Claros.

## Geschiedenis
Het bisdom werd opgericht op 15 juni 1957, uit delen van het bisdom Montes Claros en de territoriale prelatuur Paracatu, en was suffragaan aan het aartsbisdom Diamantina. Op 25 april 2001 wisselde het van kerkprovincie en werd suffragaan aan het aartsbisdom Montes Claros. 

## Parochies
Het bisdom had in 2021 een oppervlakte van 38.187 km2 en telde 344.675 inwoners waarvan 89,5% rooms-katholiek was.

## Bisschoppen
- Daniel Tavares Baeta Neves (16 mei 1958 - 1 juni 1962)
- João Batista Przyklenk (1 juni 1962 - 1 maart 1976)
- Anselmo Müller (25 april 1984 - 12 november 2008)
- José Moreira da Silva (12 november 2008 - 14 december 2022)
- Geraldo de Souza Rodrigues (25 oktober 2023 - heden)

Montes Claros (aartsbisdom) · Janaúba · Januária · Paracatu